# Eriachne filiformis
Eriachne filiformis är en gräsart som beskrevs av William Hartley. Eriachne filiformis ingår i släktet Eriachne och familjen gräs. Inga underarter finns listade i Catalogue of Life.